# PARI
PARI — российская букмекерская компания. Штаб-квартира находится в Москве. Одна из крупнейших компаний на рынке беттинга в России.

## История
Букмекерская компания PARI была создана в 2022 году, в том же году получила лицензию Федеральной налоговой службы на осуществление деятельности по организации и проведению азартных игр и подключилась к Единому ЦУПИС.
PARI принимает интерактивные ставки на спорт и киберспортивные турниры с июня 2022 года.

### Спонсорство
Компания PARI сотрудничает с многочисленными клубами, федерациями и лигами по различным видам спорта. В их числе Ассоциация мини-футбола России, Всероссийская федерация волейбола и любительская футбольная лига Amateur League.
В 2022 году компания PARI стала спонсором Союза биатлонистов России, Кубка фиферов, Чемпионата и Кубка России по регби. Также компания стала спонсором футбольной команды «Торпедо» и медиафутбольной «Амкал», баскетбольной «Локомотив-Кубань» и хоккейных «Адмирал», «Северсталь» и «Витязь» .
В 2023 году компания стала спонсором футбольных команд «Оренбург», «Арсенал», «Алания» и баскетбольных «Уралмаш», «Самара».

### Сотрудничество с клубами из Нижнего Новгорода
В 2022 году PARI стала генеральным партнёром футбольного клуба «Пари Нижний Новгород», выкупив права на название команды. С этого момента логотип PARI присутствует на клубной эмблеме.
Также в 2022 году PARI заключила соглашение о сотрудничестве с баскетбольным клубом «Пари Нижний Новгород», став титульным партнёром команды.
В августе 2022 года компания заключила договор о сотрудничестве с хоккейным клубом «Торпедо», также представляющим Нижний Новгород. Соглашение рассчитано на три года.

### Благотворительность
С 2024 года PARI поддерживает благотворительный фонд «Пари и Побеждай», деятельность которого сосредоточена на развитии адаптивного спорта, спортивной инфраструктуры, ветеранов спорта и экологических инициатив.

## Собственники и руководство
Дмитрий Сергеев занимал должность управляющего партнера PARI с 2022 по 2025 годы.
Руслан Медведь является CEO компании с 2022 года.

## Награды и рейтинги
- 2022 — Премия издания «Рейтинг Букмекеров» в номинации «Лучшее приложение»[24].
- 2023 — Премия Sport Business Awards в номинациях «Лучший клиентский сервис», «Креатив года» и «Лучшая спонсорская интеграция года»[25]
- 2023 — Премия MarSpo 2023 в номинациях «Лучшая активация спонсорских прав букмекерских компаний в спорте», «Лучшая организация открытия/закрытия сезона», «Лучшая спонсорская активация до 1 млн рублей», «Лучший PR-проект спортивного клуба / события / организаций», «Лучший digital-проект»[26]
- 2023 — Премия «Спорт и Россия» в номинациях «Лучшая букмекерская компания» и «Лучший хоккейный проект года»[27]
- 2023 — Лауреат фестиваля рекламы и маркетинговых коммуникаций Silver Mercury XXIII в номинациях «Прорыв малобюджетного проекта», «Лучшее PR-событие регионального уровня», «Лучший ситуативный креативный маркетинг»[28]
- 2023 — Премия Investment Leaders Award в номинации «Инвестиции и спорт» за интерактивную digital-платформу PARI PASS[29]
- 2023 — PARI — в числе лучших работодателей по версии РБК[30]
- 2024 — PARI вошла в список лучших работодателей России по версии РБК[31]
- 2024 — PARI вошла в рейтинг лучших работодателей России по версии Forbes[32]
- 2024 — Главная награда премии издания «Рейтинг Букмекеров» — «Гран-при». Также компания отмечена в категории «Лучшая партнёрская программа»[33]
- 2025 — Главная награда премии издания «Рейтинг Букмекеров» — «Гран-при». Также компания была отмечена в категориях «Бренд года», «Лучшая программа лояльности» и «Лучшая партнёрская программа»[34]
- 2025 — Вошла в топ-10 рейтинга букмекеров по версии РБК[35]

## Показатели деятельности
По данным за 2022 год компания показала  общий оборот 38,8 млрд рублей, а чистая прибыль составила 2 млрд рублей.
В 2023 году оборот компании вырос до 93,8 млрд рублей.
В 2024 году оборот составил 133,2 млрд рублей.